# Ke Wen
Ke Wen, née le 26 juin 1966 à Zunyi (Chine), est une maître de Qi-Gong,  cofondatrice et directrice du Centre de culture chinoise Les Temps du Corps, auteure de plusieurs ouvrages et conférencière en culture et philosophie chinoise.

## Biographie
Ke Wen naît en 1966 à Zunyi, dans le sud-ouest de la Chine, au sein d’une famille de professeurs. De 1982 à 1986, elle étudie le français et l’anglais. Comme beaucoup de jeunes Chinois d’alors, elle est très attirée par l’Occident. Son rêve est de devenir écrivaine ou danseuse. Mais l’État chinois lui attribue le travail d’interprète au bureau des affaires étrangères de l’Université de médecine chinoise du Yunnan, à Kuming, et lui demande de se former à la médecine chinoise. Elle découvre alors la culture traditionnelle chinoise pour laquelle elle se prend de passion,,
À l’invitation de médecins acupuncteurs français, elle vient en France en 1989, où elle prend la mesure de l’intérêt des Français pour la Chine traditionnelle. Elle décide alors d’établir des passerelles entre son pays d’origine et la France, en se vouant au développement du Qi-gong et du Tai-chi-chuan et plus généralement à l’enseignement des sagesses orientales en France, et notamment du taoïsme,.
Lors d’un stage de Qi-gong qu’elle anime à Paris, en 1991, elle rencontre son mari, Dominique Casaÿs, un kinésithérapeute passionné par la médecine chinoise. Ensemble ils fondent l’association Les Temps du Corps, et organisent des cours et des stages de Qi-gong et de Tai-chi-chuan, à Paris comme dans toute la France, ainsi que des voyages culturels en Chine. En 1995, l’association s’engage dans la formation de professeurs de Qi gong et contribue à la création de la Fédération des Enseignants de Qi-gong,. En 2000, elle s’installe dans l’ancien café-concert « Concert Mayol », au 10 rue de l’Echiquier dans le 10e arrondissement de Paris. Cet espace composé de salles pour la pratique,  d'un salon de thé et d'une librairie, devient un centre culturel chinois renommé.
Ke Wen contribue aux échanges culturels entre la France et la Chine, ainsi qu’à l’organisation de rencontres internationales sur le Qi-gong. En 2014, elle soutient une thèse à l’université d’éducation physique de Shangaï intitulée « Le modèle de développement de culture de Qi-gong dans les pays occidentaux », et devient vice-présidente de la Fédération internationale de Qi-gong santé,, . Elle crée plusieurs méthodes de Qi-gong, notamment la méthode des 20 mouvements, destinée aux débutants. Par ailleurs, elle fonde une nouvelle discipline, la Qi-dance, qui associe la danse contemporaine et l'art du mouvement oriental. Elle écrit plusieurs ouvrages et donne des conférences sur la culture et la médecine chinoise,, En 2020, elle crée le Ken Wen Institute pour développer en ligne son enseignement technique et philosophique. Elle continue de co-diriger les Temps du Corps dont le 30e anniversaire a été fêté en juin 2023.

## Publications
- Entrez dans la pratique du Qi gong, Le Courrier du livre, 2009,198 pages,  (ISBN 978-2-7029-0724-5)
- avec Liliane Papin, Les trésors de la médecine chinoise pour le monde d'aujourd'hui, Le Courrier du livre, 2015, 315 pages,  (ISBN 978-2-7029-1146-4)
- avec Sophie Faure, Qing jing jing - Livre de la pureté et du calme, Le Courrier du livre, 2017, 138 pages,  (ISBN 978-2-7029-1428-1)
- avec Zhang Ming Liang, La voix du calme, Le Courrier du livre, 2019, 324 pages,  (ISBN 978-2-7029-1543-1)
- Qi gong et méditation pour les yeux, Le Courrier du livre, 2022, 216 pages,  (ISBN 978-2-7029-2207-1)
- avec Sophie Faure, Le Livre de la Pureté et du Calme, Le Courrier du livre, 2023, 139 pages,  (ISBN 978-2-7029-2583-6)